# Lando Ferretti

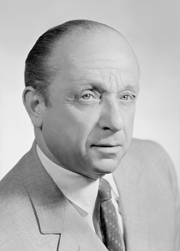
Lando Ferretti

Lando Ferretti (* 2. Mai 1895 in Pontedera; † 8. Januar 1977 in Rom) war seit dem italienischen Faschismus ein Politiker, Journalist und Sportfunktionär.

## Leben
Nach dem erfolgreichen Abschluss des Gymnasiums in Pisa, absolvierte Ferretti die Scuola Normale in Pisa als Jahrgangsbester (Abschluss als Grundschullehrer und Studienberechtigung), wurde nach Modena auf die Militärakademie entsandt (Abschluss als Leutnant), nahm als Squadronführer der Infanterie am Weltkrieg teil und wurde hoch dekoriert, verwundet in den Schlachten von Carso und von Adamello.  Im Krieg machte er als Kriegsversehrter sein Diplom in Literaturwissenschaft an der Universität Pisa (Diplomarbeit: Carducci und die englische Literatur) und schloss außerdem (1929–1931) sein Jurastudium an der Universität Pavia ab (Diplomarbeit: Die Genese der Stadtverfassungen von Pisa). Er war als 17-Jähriger der Gründungspräsident des US Città di Pontedera 1912. Von 1919 bis 1924 wurde er Redakteur für Motorsport der La Gazzetta dello Sport. Nach dem Krieg arbeitete er zudem in der Militärverwaltung des neu zu Italien gekommenen Trentino. 1924 bis 1926 wurde er Redakteur des  Il Secolo XIX und schließlich von 1927 bis 1928 Redakteur des Corriere della Sera. Er hatte als Offizier am Marsch auf Rom teilgenommen und hatte damit den Status eines Alten Kämpfers und wurde der Generalinspekteur der Balilla und der Parteimiliz.
Von 1924 bis 1939 war er auf der Liste der Italienischen Faschisten Mitglied des Italienischen Parlaments, von 1925 bis 1928 Präsident des Nationalen Olympischen Komitees (CONI). Durch die großen Erfolge Italiens bei den Olympischen Sommerspielen 1928 in Amsterdam wurde er der Pressesekretär Mussolinis,  Mitglied im Vorstand der Nationalen Faschistischen Partei. Er baute das Pressebüro aus in die Funktion eines Propagandaministeriums und setzte die Pressezensur konsequent durch, da er nun nicht nur die großen Blätter gleichschaltete, sondern auch die Provinzpresse. Er wurde der Ehrenpräsident von Inter Mailand und Präsident des Literaturfestivals von Viareggio. Er stellte Mussolini als den bedeutendsten Sportler Italiens dar und verherrlichte den männlichen Körper als eine Besonderheit des Faschismus.
1939 verlor er alle Ämter, weil er sich gegen den Eintritt Italiens an der Seite Nazi-Deutschlands in den Zweiten Weltkrieg öffentlich ausgesprochen hatte und gegen die antisemitische Gesetzgebung Italiens protestierte. Er kämpfte als Oberst an der Front gegen Frankreich und wurde schließlich zum kommandierenden General der 5. Armee. Aufgrund seiner Tapferkeit wurde er geadelt und erhielt den Titel eines Grafen von Val d'Era. Zuletzt arbeitete er für die Italienische Sozialrepublik.  Nach dem Zweiten Weltkrieg arbeitete er zunächst wieder als Journalist für Popolo di Roma und für Popolo italiano. Er gehörte zu den Gründungsmitgliedern des Movimento Sociale Italiano, auf dessen Liste er von 1953 bis 1968 dem italienischen Senat angehörte, der ihn in allen drei Legislaturperioden in die parlamentarische Kontrollkommission für die RAI entsandte. Von 1953 bis 1960 war er Mitglied des Organisationskomitees der Olympischen Sommerspiele 1960 in Rom. Zudem war er Präsident von Panathlon in Italien. Von 1959 bis 1969 war er zudem Mitglied des Europaparlaments.

## Werke

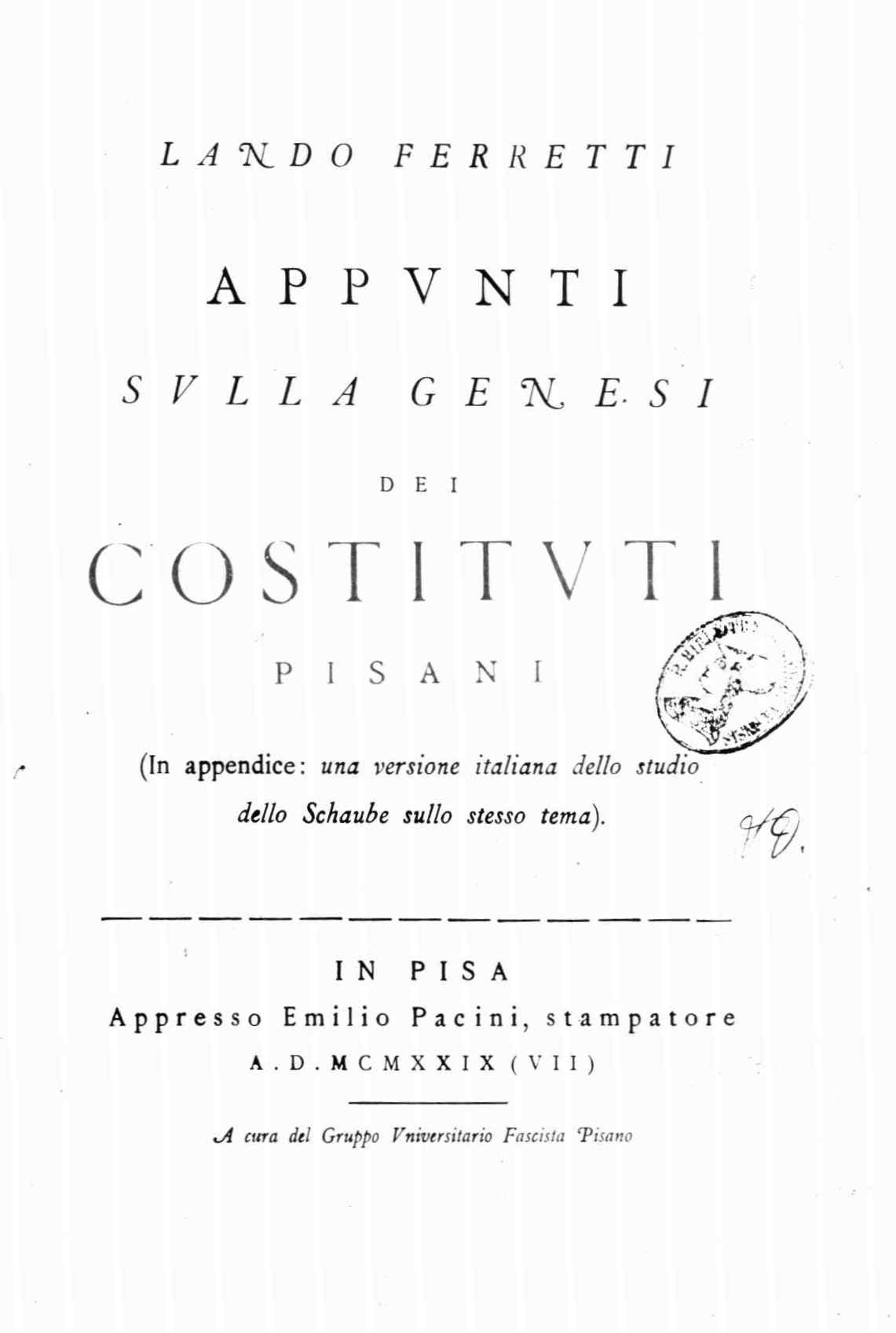
Appunti sulla genesi dei Costituti pisani, 1929

- Appunti sulla genesi dei Costituti pisani. Emilio Pacini, Pisa 1929 (italienisch, beic.it).

## Ehrungen
- National Order of Merit (Malta)
- Persönlicher Adel, Graf